# 캘빈과 홉스

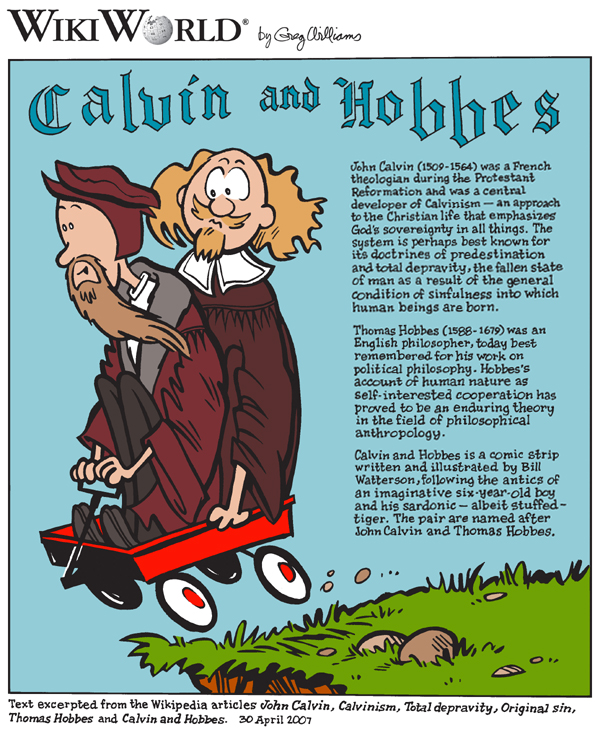

《캘빈과 홉스》(Calvin and Hobbes)는 미국의 만화가 빌 워터슨이 지은 연재만화로, cleveland.com에 의하면 1985년 11월 18일부터 1995년 12월 31일까지 2400개가 넘는 일간지에 연재되었다. 여섯 살 소년 캘빈과 그의 호랑이 인형 홉스가 등장한다. 두 등장인물의 이름은 16세기 프랑스 신학자 장 칼뱅과 17세기 영국의 철학자 토머스 홉스의 이름에서 따온 것이다.

## 내용
이 만화에서의 특징은 인형 홉스라고 볼 수 있다. 홉스는 캘빈에게는 (학교빼고는) 늘 같이 있어주는 친구이지만 다른 이들에게는 그냥 인형일 뿐이다. 캘빈과 함께 있는 홉스는 숨도 쉬고 말도 하고 캘빈을 약올리기도 한다. 이렇게 캘빈과 홉스는 캘빈의 가상세계와 현실세계를 왔다갔다하면서 여러 에피소드들을 겪게 된다.
또다른 특징은 시간이 아무리 흘러도 캘빈은 늘 여섯살 짜리 초등학생이라는 점이다. 만화에서는 계절의 변화가 자주 일어나고 시사적인 레퍼런스도 있지만 주인공은 변하지 않는다.

## 책
《캘빈과 홉스》는 1987년부터 2005년까지 18권의 책으로 발매되었다. 모든 연재만화가 수록된 컬렉션은 2005년 10월에 발매되었다.

## OSMU
작가인 빌 와터슨은 캘빈과 홉스의 라이센싱을 거부했기에 아직까지 애니메이션이나 장난감등의 제품들이 시장에 안나왔다.
| 제목                                                                                          | 발매        | ISBN               | 참고 |
| --------------------------------------------------------------------------------------------- | ----------- | ------------------ | --- |
| 《Calvin and Hobbes》                                                                         | 1987년 4월  | ISBN 0-8362-2088-9 | 1985년 11월 18일부터 1986년 8월 17일까지의 연재만화 모음.                                                           |
| 《Something Under the Bed Is Drooling》                                                       | 1988년 4월  | ISBN 0-8362-1825-6 | 1986년 8월 18일부터 1987년 5월 17일까지의 연재만화 모음.                                                            |
| 《The Essential Calvin and Hobbes: A Calvin and Hobbes Treasury》                             | 1988년 9월  | ISBN 0-8362-1805-1 | |
| 《Yukon Ho!》                                                                                 | 1989년 3월  | ISBN 0-8362-1835-3 | 1987년 5월 24일부터 1988년 2월 21일까지의 연재만화 모음.                                                            |
| 《The Calvin and Hobbes Lazy Sunday Book: A Collection of Sunday Calvin and Hobbes Cartoons》 | 1989년 9월  | ISBN 0-8362-1852-3 | |
| 《Weirdos from Another Planet!》                                                              | 1990년 3월  | ISBN 0-8362-1862-0 | 1988년 2월 22일부터 1988년 12월 4일까지의 연재만화 모음.                                                            |
| 《The Authoritative Calvin and Hobbes: A Calvin and Hobbes Treasury》                         | 1990년 10월 | ISBN 0-8362-1822-1 | |
| 《The Revenge of the Baby-Sat》                                                               | 1991년 4월  | ISBN 0-8362-1866-3 | 1988년 12월 5일부터 1989년 9월 10일까지의 연재만화 모음.                                                            |
| 《Scientific Progress Goes "Boink"》                                                          | 1991년 10월 | ISBN 0-8362-1878-7 | 1989년 9월 11일부터 1990년 7월 7일까지의 연재만화 모음.                                                             |
| 《Attack of the Deranged Mutant Killer Monster Snow Goons》                                   | 1992년 4월  | ISBN 0-8362-1883-3 | 1990년 7월 8일부터 1991년 4월 10일까지의 연재만화 모음.                                                             |
| 《The Indispensable Calvin and Hobbes》                                                       | 1992년 10월 | ISBN 0-8362-1898-1 | |
| 《The Days Are Just Packed》                                                                  | 1993년 10월 | ISBN 0-8362-1735-7 | 1991년 4월 11일부터 1992년 11월 1일까지의 연재만화 모음.                                                            |
| 《Homicidal Psycho Jungle Cat》                                                               | 1994년 10월 | ISBN 0-8362-1769-1 | 1992년 11월 2일부터 1993년 8월 29일까지의 연재만화 모음.                                                            |
| 《Calvin and Hobbes: The Tenth Anniversary Book》                                             | 1995년 10월 | ISBN 0-8362-0438-7 | |
| 《There's Treasure Everywhere》                                                               | 1996년 3월  | ISBN 0-8362-1312-2 | 1993년 8월 30일부터 1995년 4월 8일까지의 연재만화 모음. 3월의 일부 만화는 《It's a Magical World》에 실림.          |
| 《It's a Magical World》                                                                      | 1996년 10월 | ISBN 0-8362-2136-2 | 1995년 3월 20일부터 1995년 12월 31일까지의 연재만화 모음. 4월의 일부 만화는 《There's Treasure Everywhere》에 실림. |
| 《Calvin and Hobbes: Sunday Pages, 1985-1995》                                                | 2001년 9월  | ISBN 0-7407-2135-6 | |
| 《The Complete Calvin and Hobbes》                                                            | 2005년 10월 | ISBN 0-7407-4847-5 | 세 권으로 구성된 연재만화 총 모음집.                                                                                |